# Thomas Garrigus
Thomas Irvin "Tom" Garrigus, född 9 november 1946 i Hillsboro, Oregon, död 29 december 2006 i Plains, Montana, var en amerikansk sportskytt.
Han blev olympisk silvermedaljör i trap vid sommarspelen 1968 i Mexico City.